# Pietro Nenni
 (novembre 2014).
Si vous disposez d'ouvrages ou d'articles de référence ou si vous connaissez des sites web de qualité traitant du thème abordé ici, merci de compléter l'article en donnant les références utiles à sa vérifiabilité et en les liant à la section « Notes et références ».
Pietro Nenni, né le 9 février 1891 à Faenza (Romagne) et mort le 1er janvier 1980 à Rome, est un homme politique italien.

## Biographie
Pietro Nenni nait dans une famille de paysans, il perd son père à l'âge de cinq ans, et est envoyé dans un orphelinat, où des prêtres bien intentionnés où il développe un « esprit de révolte et une haine profonde pour l'hypocrisie cléricale ».
Pietro Nenni se lance très tôt dans l'action politique. Il milite contre la guerre en Libye, est envoyé en prison au motif d'activité anarchiste notamment en 1911 avec Mussolini en protestant contre la guerre entre l'Italie et la Turquie. Il adhère au Parti républicain italien avant de rejoindre le Parti socialiste italien en 1921. Il dirige dès l'année suivante le quotidien du parti, Avanti!. Un duel célèbre l'oppose à Curzio Malaparte.
Dénonçant le régime, il doit, en 1926, s'exiler en France. Secrétaire du Parti socialiste en exil (1931), il conclut un pacte d'unité d'action avec les communistes italiens et s'engage dans la guerre d'Espagne comme commissaire politique des Brigades internationales.
Revenu en France après la défaite des républicains, il est arrêté en 1942 par le régime de Vichy puis livré à la police italienne. Il retrouve la liberté après la chute de Mussolini et reprend la tête du PSI en juin 1944. De juin 1945 à juillet 1946, il est vice-président du Conseil sous Ferruccio Parri et Alcide De Gasperi, puis ministre des Affaires étrangères jusqu'au début de 1947, où les socialistes sont rejetés dans l'opposition.
Son engagement pour la paix, notamment au sein du Conseil mondial de la paix, lui vaut de recevoir le prix Staline pour la paix en 1951.
À partir de 1953, Nenni se montre favorable à une plus grande autonomie de son parti vis-à-vis des communistes et cherche à nouer le dialogue avec la social-démocratie. Il soutient l'ouverture à gauche du chrétien-démocrate Amintore Fanfani et devint ainsi vice-président du Conseil d'Aldo Moro de 1963 à 1968. En 1966, il prend la tête du Parti socialiste unifié (PSU), qui regroupe le PSI et le Parti socialiste démocratique italien (PSDI). Le PSU éclate en juillet 1969 et Nenni, alors ministre des Affaires étrangères du gouvernement Rumor, quitte son poste ainsi que la direction du parti. Nommé sénateur à vie en 1970, à nouveau président du Parti socialiste italien (1971), il meurt à Rome le 1er janvier 1980.
Pietro Nenni est père de quatre filles. L'une d'elles, Vittoria, dite « Viva », mourra en déportation à Auschwitz. Née à Ancône le 31 octobre 1915, elle est mariée avec un imprimeur français, Henri Daubeuf. Quand on propose à son mari d'imprimer pour le parti communiste pendant l'Occupation de la France par l'Allemagne, elle l'y incite en lui disant « Mon père le ferait. » Elle est arrêtée durant l'été 1942, à la suite de son mari qui est fusillé. L'une de ses sœurs, elle aussi mariée à un Français, tente d'obtenir sa libération auprès de connaissances de leur père. Les autorités allemandes finissent par proposer à Vittoria Daubeuf de l'envoyer en prison en Italie en échange de son renoncement à la nationalité française. Elle refuse en expliquant que son père ne se serait pas désolidarisé. Elle est envoyée à Auschwitz par le convoi du 24 janvier 1943 et serait morte le 16 juillet 1943. Son père, en prison en Italie au moment de sa mort, l'apprend en 1944 par Mgr Montini, le secrétaire du Vatican. Il obtiendra en 1956 l'acte de décès de sa fille qui lui sera remis par Mikhaïl Souslov.

## Publications
- Six ans de guerre civile en Italie (Librairie Valois 1930)
- La Lutte socialiste contre le fascisme et pour le pouvoir, Paris, 1933
- La Guerre d’Espagne, coll. Cahiers Libres Paris, 1959, Éditions Maspero[4]